# Kyrkås landskommun, Jämtland
För landskommunen med detta namn i Västergötland, se Kyrkås landskommun, Västergötland.
Kyrkås landskommun var en tidigare kommun i Jämtlands län. 

## Administrativ historik
Kyrkås landskommun inrättades den 1 januari 1863 i Kyrkås socken i Jämtland när 1862 års kommunalförordningar trädde i kraft. Den upphörde vid kommunreformen 1952, då den gick upp i Lits landskommun. Sedan 1971 tillhör området Östersunds kommun.

## Kommunvapen
Kyrkås landskommun förde inte något vapen.